# Kotlin (programspråk)
Kotlin är ett programspråk sponsrat av JetBrains. Språket är ett så kallat multiparadigm-språk, med stöd för funktionella, procedurella samt objektorienterade stilar.
Den 7 maj 2019 meddelade Google att programmeringsspråket Kotlin nu är det föredragna språket för Android-apputvecklare, istället för tidigare Java-källkod. I det sammanhanget används i allmänhet utvecklingsmiljöerna Android Studio eller IntelliJ IDEA, med Kotlin, vilket förkompileras för Java Virtual Machine.

## Exempel
Hello World-exempel:
```
fun
 
main
()
 
{

    
val
 
scope
 
=
 
"World"

    
println
(
"Hello, 
$
scope
!"
)

}

```